# لخضر بومدين
لخضر بومدين مواطن بوسني جزائري اُعتقل من قبل الولايات المتحدة في معتقل غوانتانامو في كوبا منذ بداية يناير 2002.
بو مدين كان المدعي الرئيسي في القضية المعروفة «بو مدين ضد بوش (2008)».
اعتقل للاشتباه في التخطيط لتفجير السفارة الأمريكية في البوسنة، وهي القضية المعروفة بالجزائرين الستة، تم إطلاق سراحه مع أربعة آخرين في 15 مايو 2009 بعد أن قال القاضي أن «إدارة بوش اعتمدت على أدلة غير كافية لسجنهم إلى أجل غير مسمى.» وهو يعيش الآن في بروفانس في فرنسا مع زوجته وأولاده.

## خلفية
ولد ونشأ في الجزائر، كان يعمل في جمعية الهلال الأحمر الإماراتي، ومكتبها في سراييفو. انتقل مع عائلته إلى البوسنة، حيث شغل منصب مدير المساعدات الإنسانية للأطفال الذين فقدوا أقاربهم خلال حرب البوسنة، أصبح مواطن بوسني في عام 1998.

## اعتقاله من قبل الأمريكان
في أوائل أكتوبر 2001 بعد أقل من شهر من هجمات 11 سبتمبر 2001 في الولايات المتحدة، قالت المخابرات الأمريكية أن هناك احتمال لتفجير السفارة الأمريكية في البوسنة، وتم القبض على العشرات منهم ستة جزائرين كانوا جميعًا يعملون من أجل الجمعيات الخيرية والمؤسسات غير الربحية.

## إطلاق سراحه
في 15 مايو 2009 تم إطلاق سراحه ونقله إلى فرنسا، حيث كان لديه أقارب هناك. وانضم إليه زوجته وأطفاله واستقروا في بروفانس، كان لديه صعوبة في الحصول على عمل هناك بسبب أنه كان معتقلًا.